# Olafur Eliasson
Olafur Eliasson (în islandeză Ólafur Elíasson; n. 5 februarie 1967, Copenhaga, Danemarca)  este un artist islandez-danez cunoscut pentru arta de instalare sculptată și la scară mare care folosește materiale elementare precum lumina, apa și temperatura aerului pentru a îmbunătăți experiența privitorului. 
În 1995, Olafur a înființat Studio Olafur Eliasson la Berlin, un laborator de cercetare spațială. În 2014, Olafur și colaboratorul său de lungă durată – arhitectul german Sebastian Behmann – au fondat Studio Other Spaces, un birou pentru arhitectură și artă. 
Olafur a reprezentat Danemarca la a 50-a Bienala de la Veneția în 2003 și mai târziu în acel an a instalat The Weather Project, care a fost descris ca „o piatră de hotar în arta contemporană”,  în Turbine Hall of Tate Modern, Londra.
Olafur s-a angajat într-o serie de proiecte publice, inclusiv intervenția Green river, desfășurată în diverse orașe între 1998 și 2001; Serpentine Gallery Pavilion 2007, Londra, un pavilion temporar proiectat împreună cu arhitectul norvegian Kjetil Trædal Thorsen ; și The New York City Waterfalls, comandată de Public Art Fund în 2008. Olafur a creat și trofeul Breakthrough Prize . Ca o mare parte a operei sale, sculptura explorează terenul comun dintre artă și știință. Este modelat în forma unui toroid, amintind de forme naturale găsite de la găuri negre și galaxii până la scoici și bobine de ADN. 
Olafur Eliasson a fost profesor la Universitatea de Arte din Berlin din 2009 până în 2014 și din 2014 este profesor adjunct la Alle School of Fine Arts and Design din Addis Abeba. Studioul său are sediul în Berlin, Germania.  